# Tora Tora Tora
Cet article concerne le single de MAX. Pour la chanson de Depeche Mode, voir Tora! Tora! Tora! (chanson). Pour le film relatant l’attaque japonaise sur Pearl Harbor, voir Tora ! Tora ! Tora !.
Singles de MAX
Kiss Me Kiss Me, Baby
(1995) Seventies
(1996)
Tora Tora Tora (en capitales : TORA TORA TORA) est le troisième single de MAX.

## Présentation
Le single, produit par Max Matsuura, sort le 21 février 1996 au Japon sous le label avex trax, six mois après le précédent single du groupe Kiss Me Kiss Me, Baby, au format mini-CD de 8 cm de diamètre, alors la norme pour les singles dans ce pays. Il atteint la 19e place du classement des ventes de l'Oricon, et reste classé pendant neuf semaines. Il restera son dixième single le plus vendu. Une version promotionnelle du single est aussi distribuée au format maxi 45 tours vinyle, avec un contenu différent. 
C'est le premier succès du groupe en tant que MAX, qui le démarque désormais de son image de groupe de soutien de Namie Amuro en tant que Super Monkey's, dont la collaboration cessera en conséquence peu après.
Le single CD contient deux chansons et leurs versions instrumentales, toutes deux des reprises de titres eurobeat européens adaptés en japonais : Tora Tora Tora (reprise du titre homonyme de Domino) et So Much In Love (reprise du titre homonyme de Queen of Times). La version promotionnelle vinyle du single contient une version remixée inédite de la première à la place des instrumentaux. Les deux chansons figureront sur le premier album de MAX, Maximum, qui sort dix mois plus tard.
La chanson-titre est utilisée comme thème musical de fin de l'émission TV Pafo Pafo et du premier film du groupe, Lady's Max. Elle figurera aussi sur les compilations de MAX, Maximum Collection de 1999, Precious Collection de 2002, et Complete Best de 2010. Elle sera reprise par le groupe sur son single Nirai Kanai (en) de 2005 (sous le titre Tora Tora Tora 2005), et sera aussi remixée sur son album de remix New Edition de 2008 et sur son single Tacata' (ja) de 2013.

## Liste des titres
| CD    | CD                                                     | CD                                             | CD    | CD | CD | CD | CD | CD | CD |
| No    | Titre                                                  | Paroles / Musique / Arrangements               | Durée |    |    |    |    |    |    |
| ----- | ------------------------------------------------------ | ---------------------------------------------- | ----- | -- | -- | -- | -- | -- | -- |
| 1.    | Tora Tora Tora (TORA TORA TORA)                        | Kazumi Suzuki / Tiger Boys / Tiger Boys        | 3:44  |    |    |    |    |    |    |
| 2.    | So Much In Love (SO MUCH IN LOVE)                      | Kazumi Suzuki / Tiger Boys / Yasuhiko Hoshino  | 4:03  |    |    |    |    |    |    |
| 3.    | Tora Tora Tora (Original Karaoke) (TORA TORA TORA …)   | (Instrumental) / Tiger Boys / Tiger Boys       | 3:44  |    |    |    |    |    |    |
| 4.    | So Much In Love (Original Karaoke) (SO MUCH IN LOVE …) | (Instrumental) / Tiger Boys / Yasuhiko Hoshino | 4:03  |    |    |    |    |    |    |
| 15:34 |                                                        |                                                |       |    |    |    |    |    |    |

| Vinyle promotionnel | Vinyle promotionnel                                | Vinyle promotionnel | Vinyle promotionnel | Vinyle promotionnel | Vinyle promotionnel | Vinyle promotionnel | Vinyle promotionnel | Vinyle promotionnel | Vinyle promotionnel |
| No                  | Titre                                              | Arrangements        | Durée               |                     |                     |                     |                     |                     |                     |
| ------------------- | -------------------------------------------------- | ------------------- | ------------------- | ------------------- | ------------------- | ------------------- | ------------------- | ------------------- | ------------------- |
| A.                  | Tora Tora Tora (TORA TORA TORA)                    | Tiger Boys          | 3:46                |                     |                     |                     |                     |                     |                     |
| AA1.                | Tora Tora Tora (Randomizer Mix) (TORA TORA TORA …) | Remix : Randomizer  | 4:06                |                     |                     |                     |                     |                     |                     |
| AA2.                | So Much In Love (SO MUCH IN LOVE)                  | Yasuhiko Hoshino    | 4:02                |                     |                     |                     |                     |                     |                     |
| 11:54               |                                                    |                     |                     |                     |                     |                     |                     |                     |                     |